# Осокорки (станция метро)
«Осокорки́» (укр. «Осокорки́»,  (слушать)о файле) — 35-я станция Киевского метрополитена. Расположена в Дарницком районе города Киева, на Сырецко-Печерской линии между станциями «Славутич» и «Позняки». Открыта 30 декабря 1992 года. Названа по расположенному рядом жилому массиву Осокорки. Пассажиропоток — 16,5 тыс. чел./сутки.

## Описание
Станция мелкого заложения с островной платформой, односводчатая (без опорных колонн), первая односводчатая на Сырецко-Печерской линии. Зал с двух сторон соединён лестничными маршами с подземными вестибюлями, выполненными в едином блоке с подземными переходами под транспортной развязкой на пересечении проспекта Бажана и Днепровской набережной. Наземные вестибюли отсутствуют. На платформе станции с момента открытия до середины 2000 годов находились декоративные фонтанчики.

## Оформление
В отличие от привычного приема объединения объёмов кассовых вестибюлей и зала станции, на «Осокорках» кассовые вестибюли развернуты. Таким образом, переходы, в которых расположенные входы и выходы находятся между платформой и вестибюлями, отделенные от них большими витринами, позволяющими осматривать центральный зал с высоты перехода точно по центральной оси. Это конструктивное решение также позволило уменьшить сквозняки в вестибюлях и улучшить комфорт работы сотрудников метрополитена на станции. Ось станции выполнена в виде непрерывного белой матовой световой линии через весь зал, свет от которой рассеивается по белому сегментированному своду. Это дополняется люминесцентным освещением, исходящим из-за гранитных путевых стен.
В 2018 году Министерство информационной политики запустило проект «More than us», куратором которого стал Гео Лерос. В рамках данного проекта было нарисовано 8 муралов в вестибюле станции. Спустя год стало известно, что на создание муралов было выделено 3,6 миллиона гривен, при этом художники заявили, что оплату за работу не получали.

## Происшествия
14 марта 2012 года, примерно в 16:40 на станции произошло возгорание лампы и пластиковой подшивки потолка. К 18:00 пожар был ликвидирован. Из-за задымления были временно закрыты три станции: «Славутич», «Осокорки», и «Позняки». 15 марта 2012 года в 5:37 станции были открыты для пассажиров. После пожара на станции были демонтированы пожароопасные конструкции световой линии, начата работа по установке новых осветительных элементов.

## Изображения

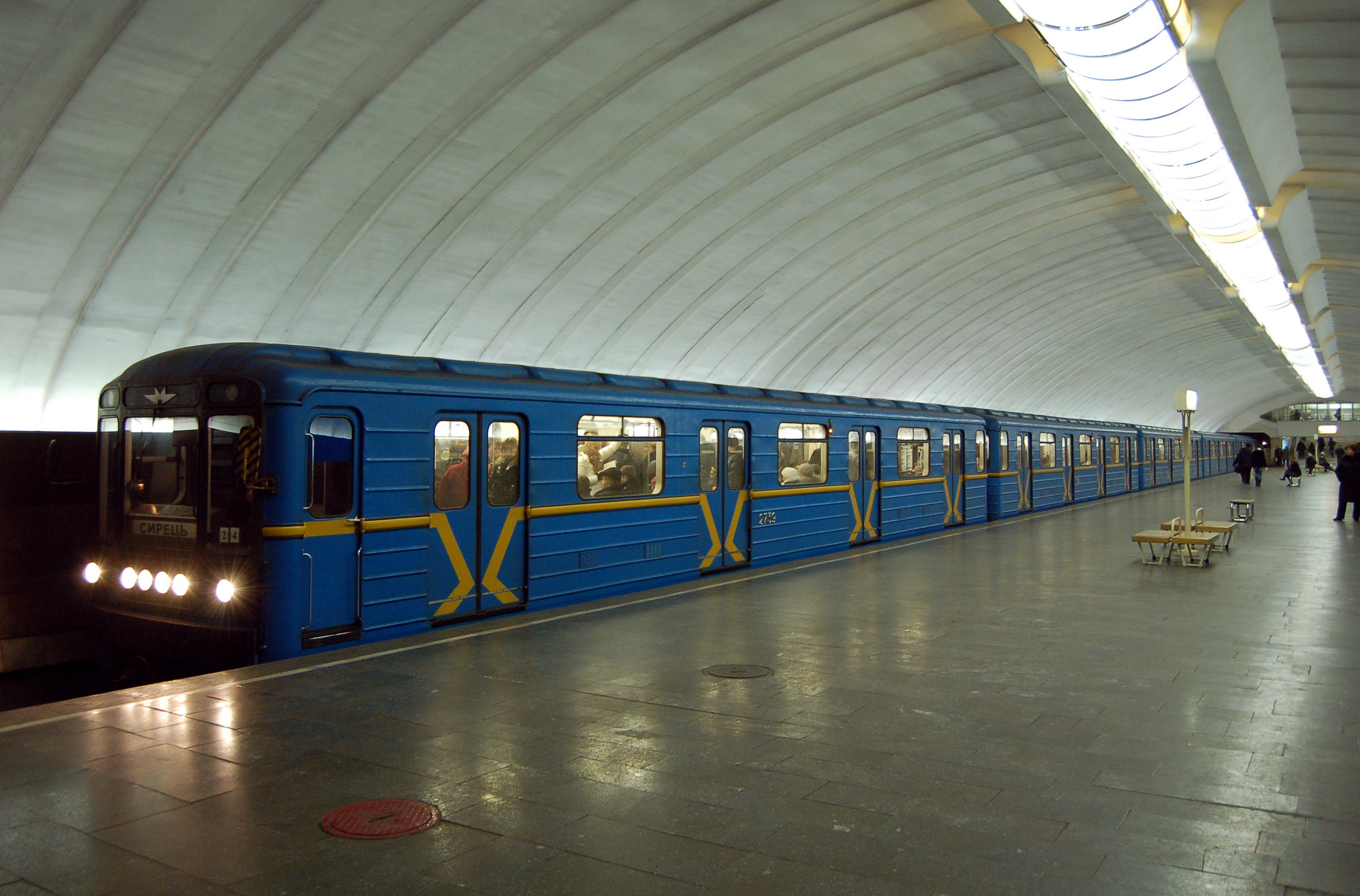
Пассажирская платформа Муралы на стенах станции после реконструкции
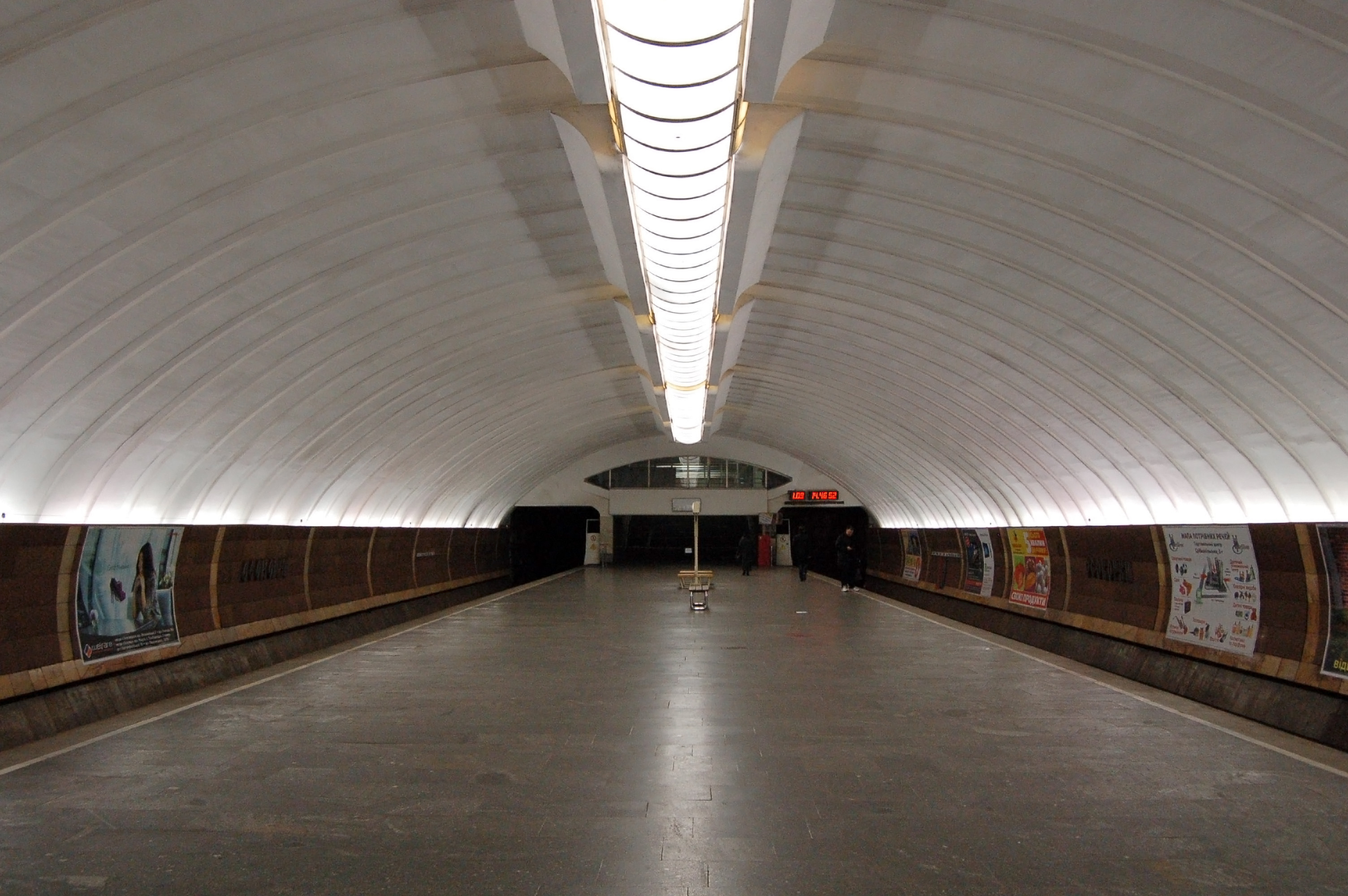
Пассажирская платформа
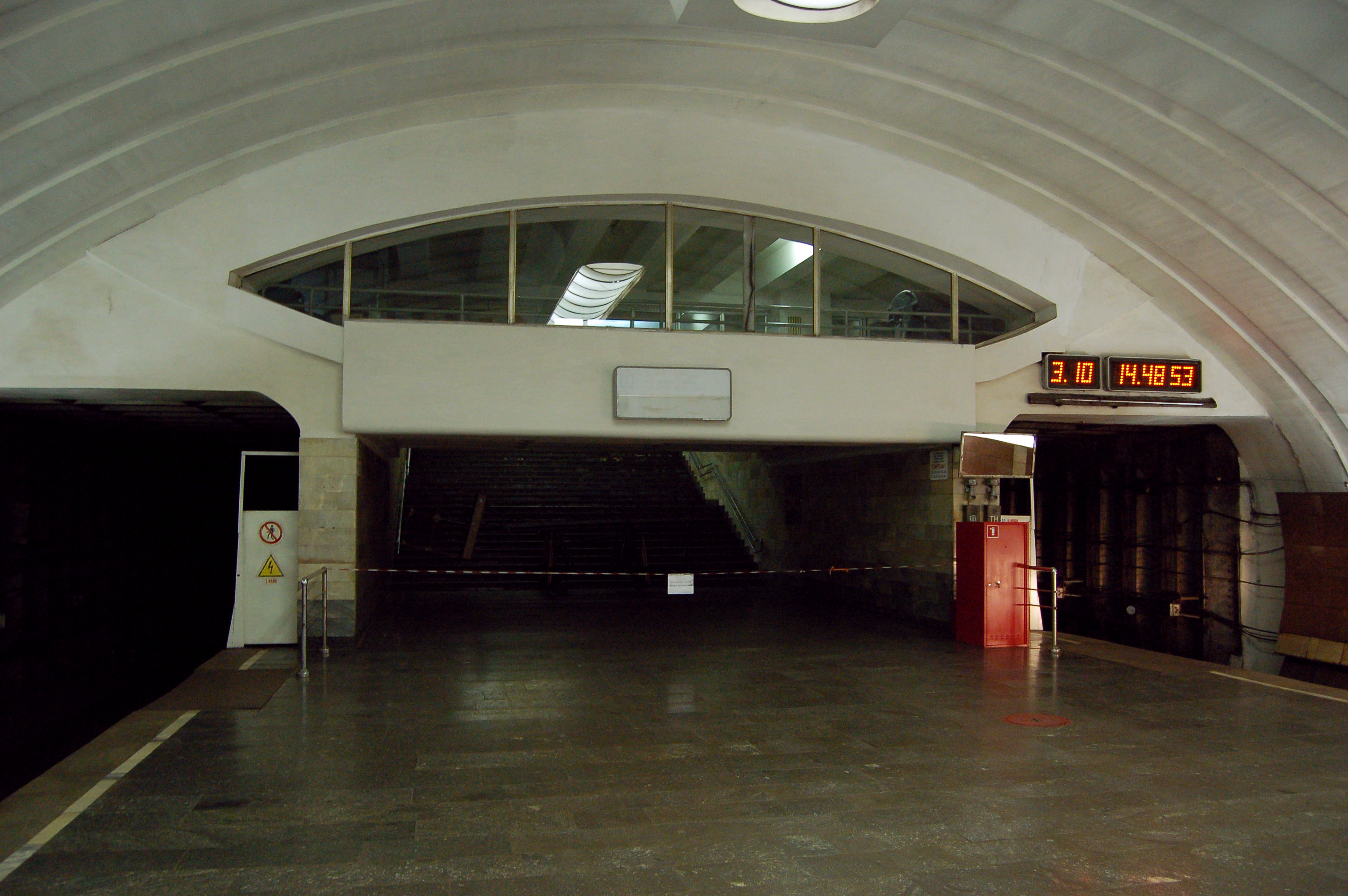
Неработающий выход
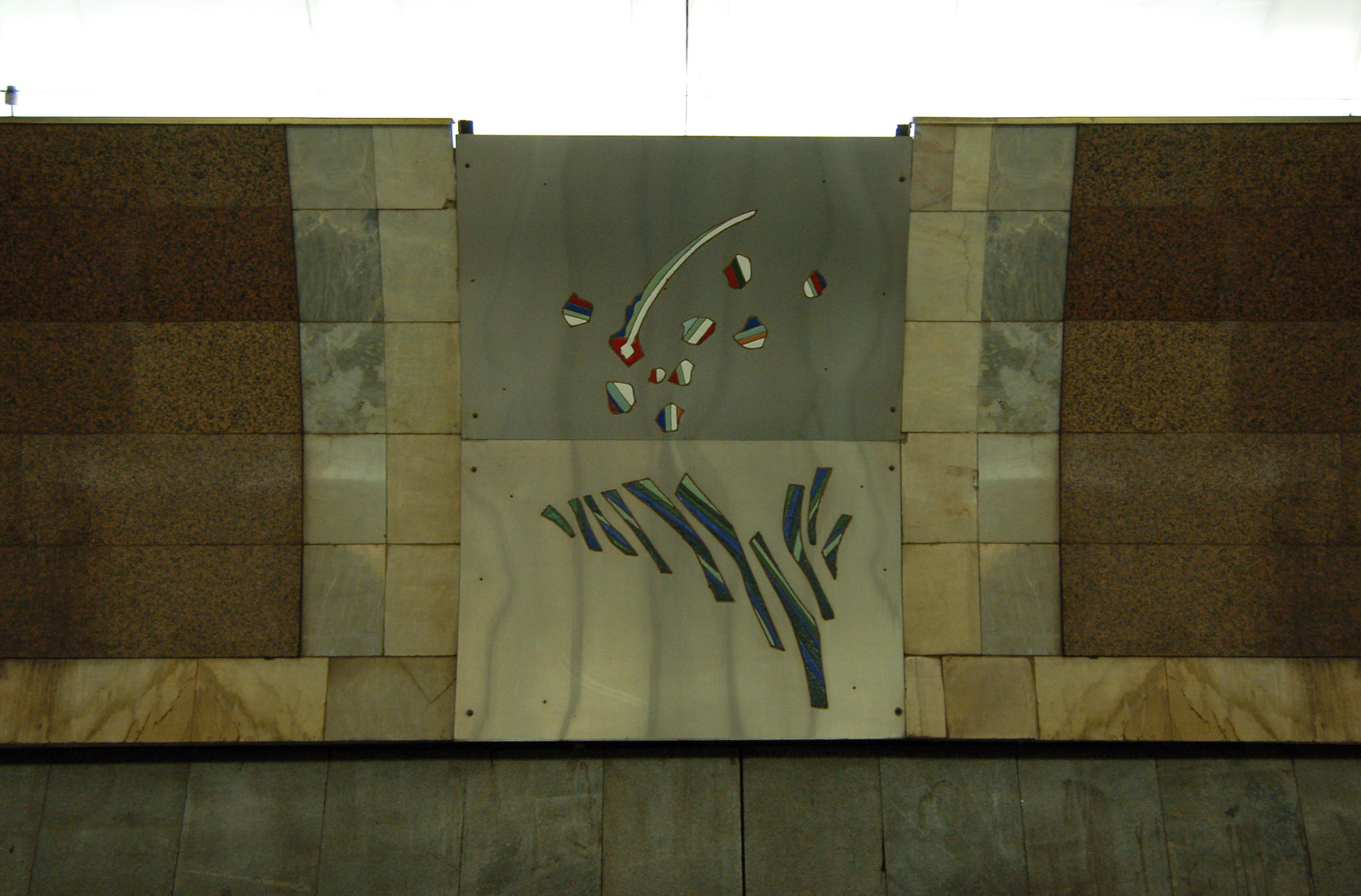
Дверца на путевой стене
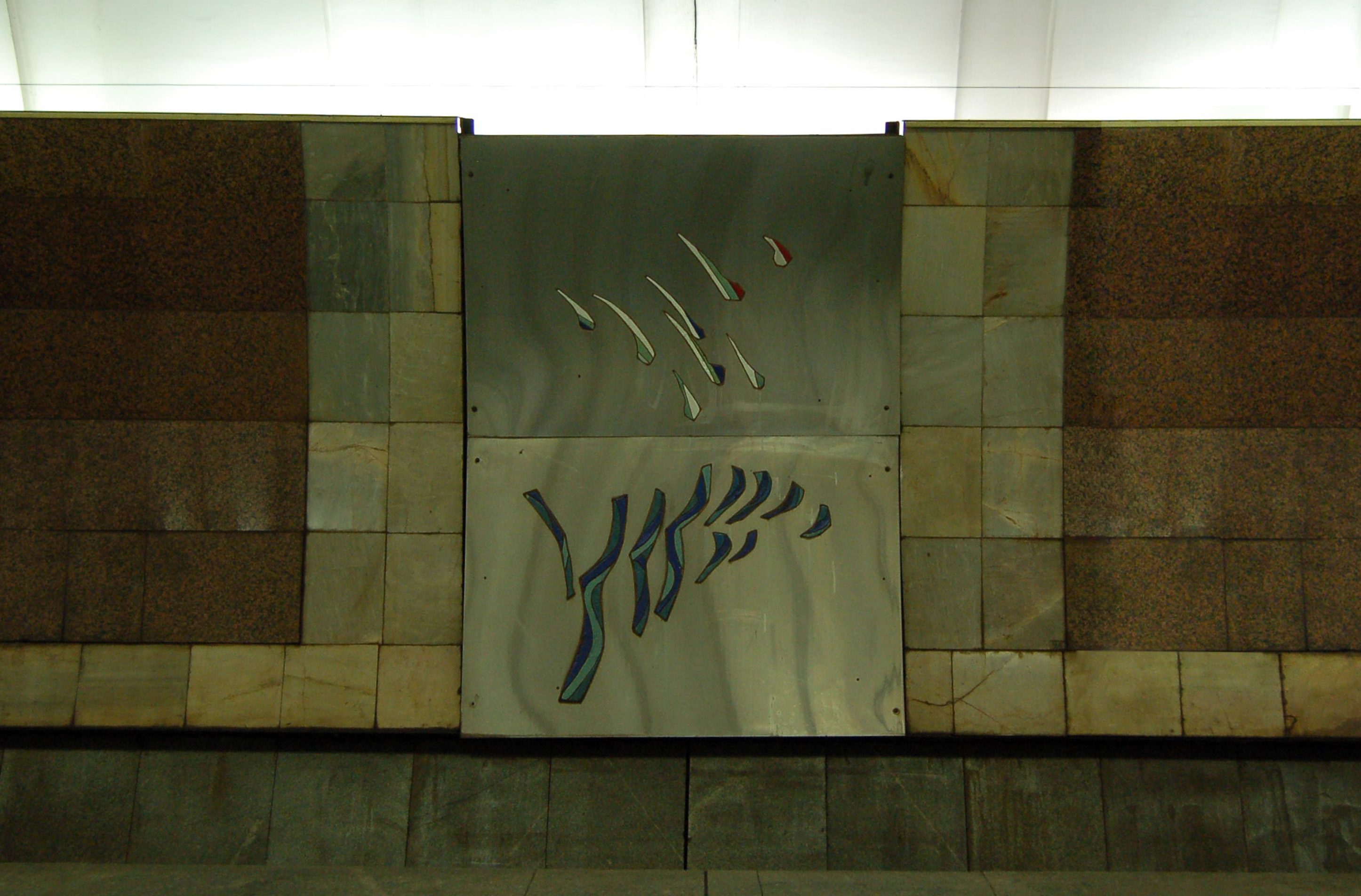
Дверца на путевой стене
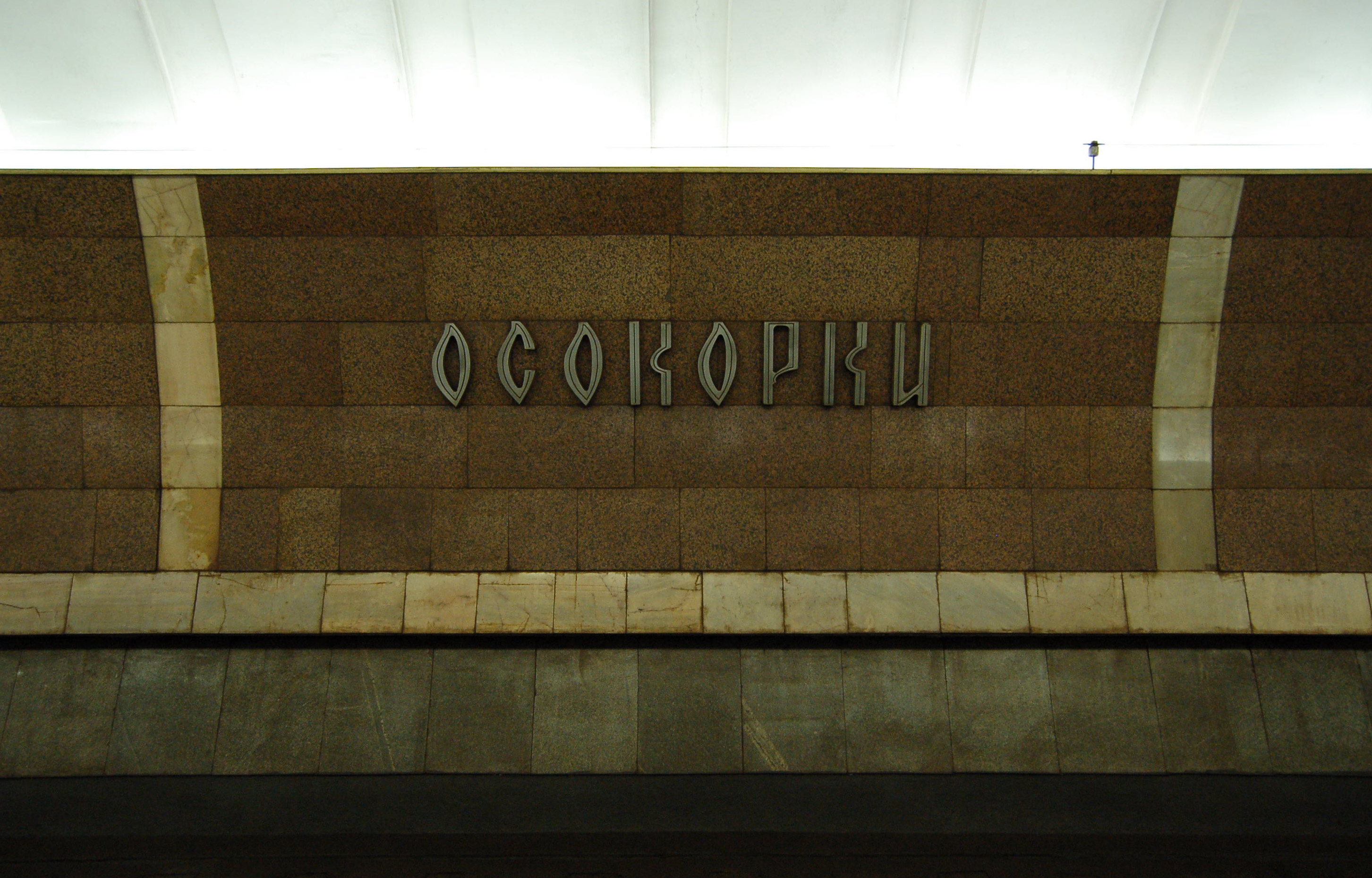
Название станции на путевой стене
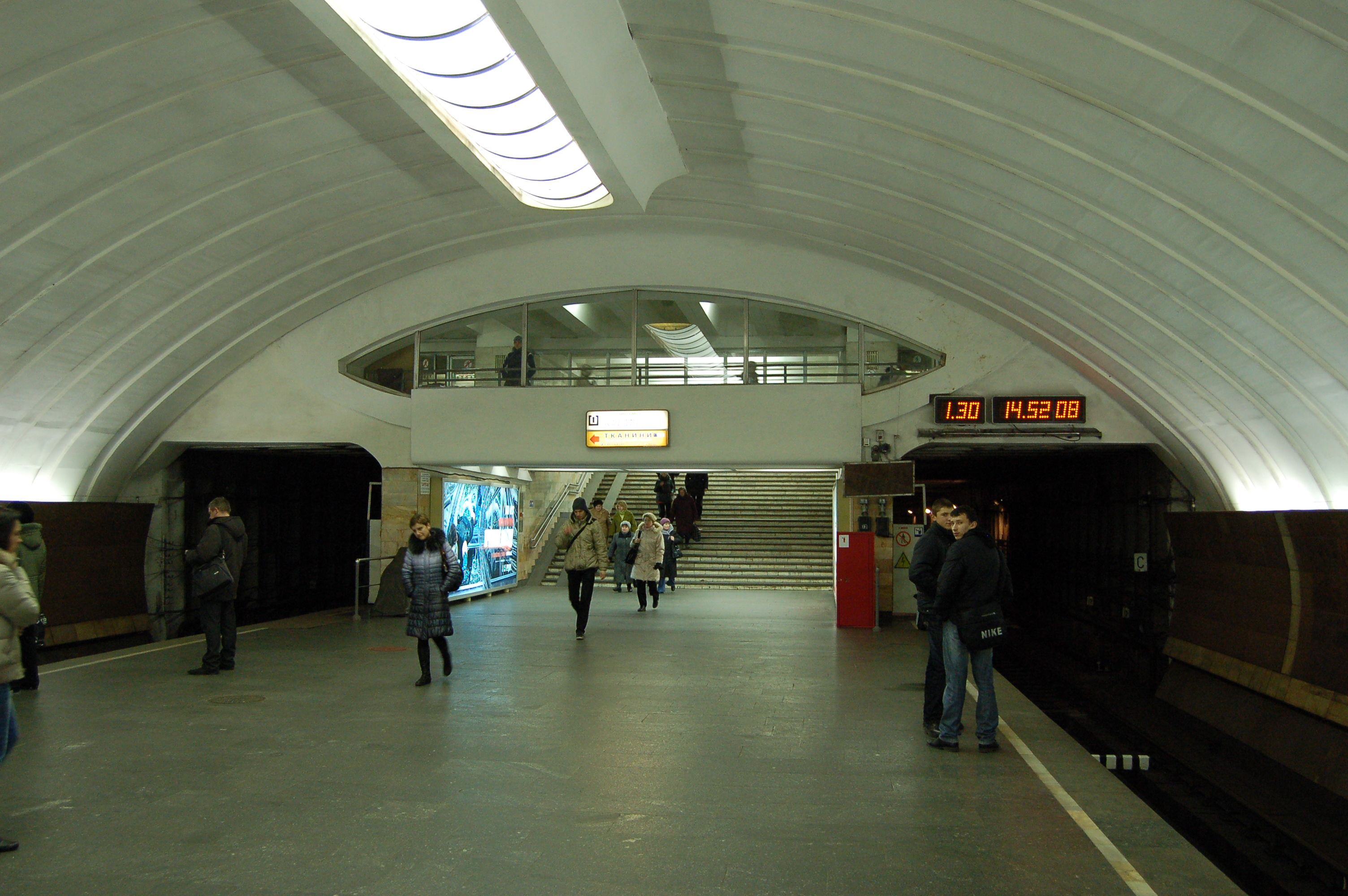
Выход с платформы
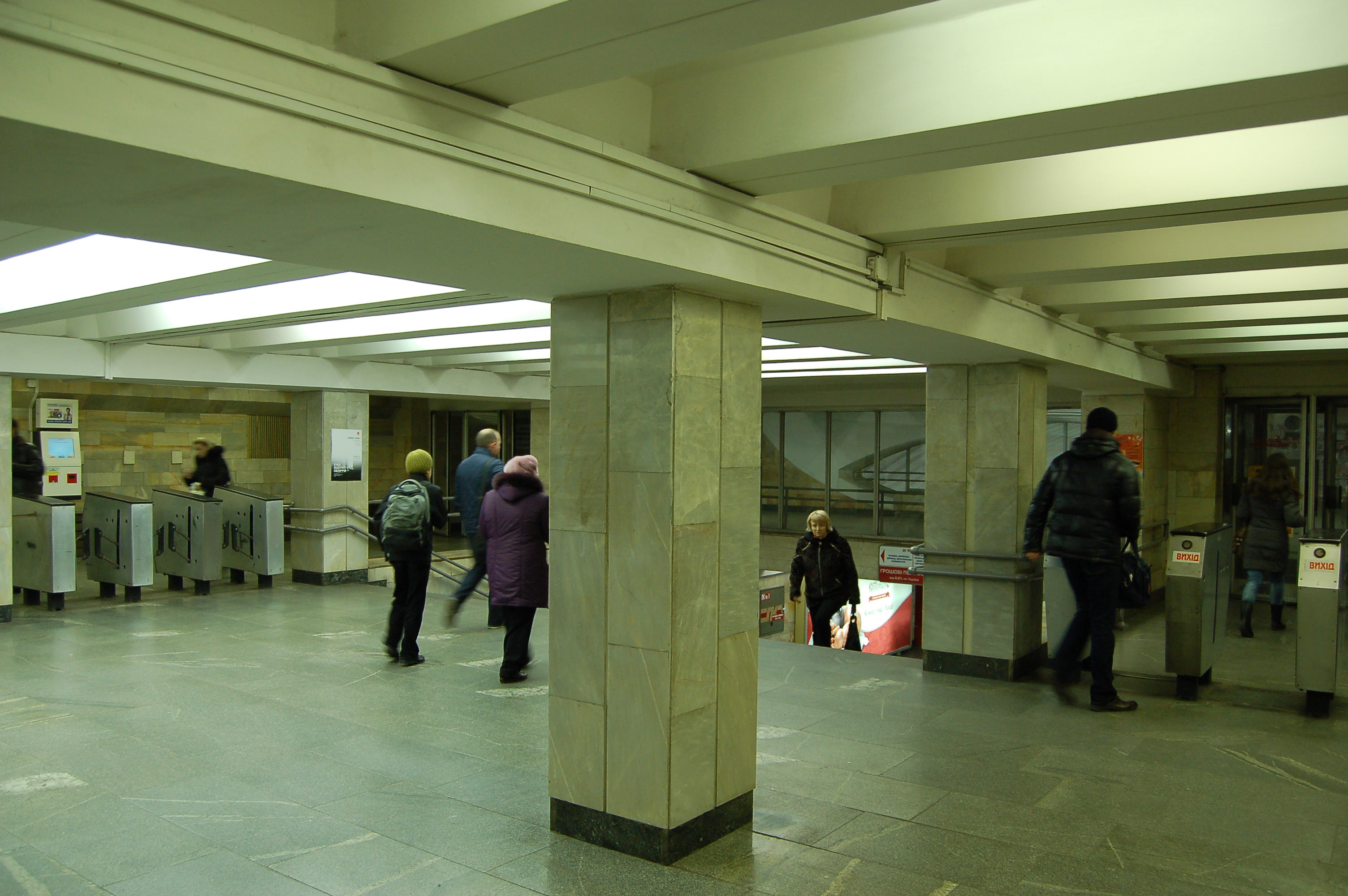
Подземный вестибюль
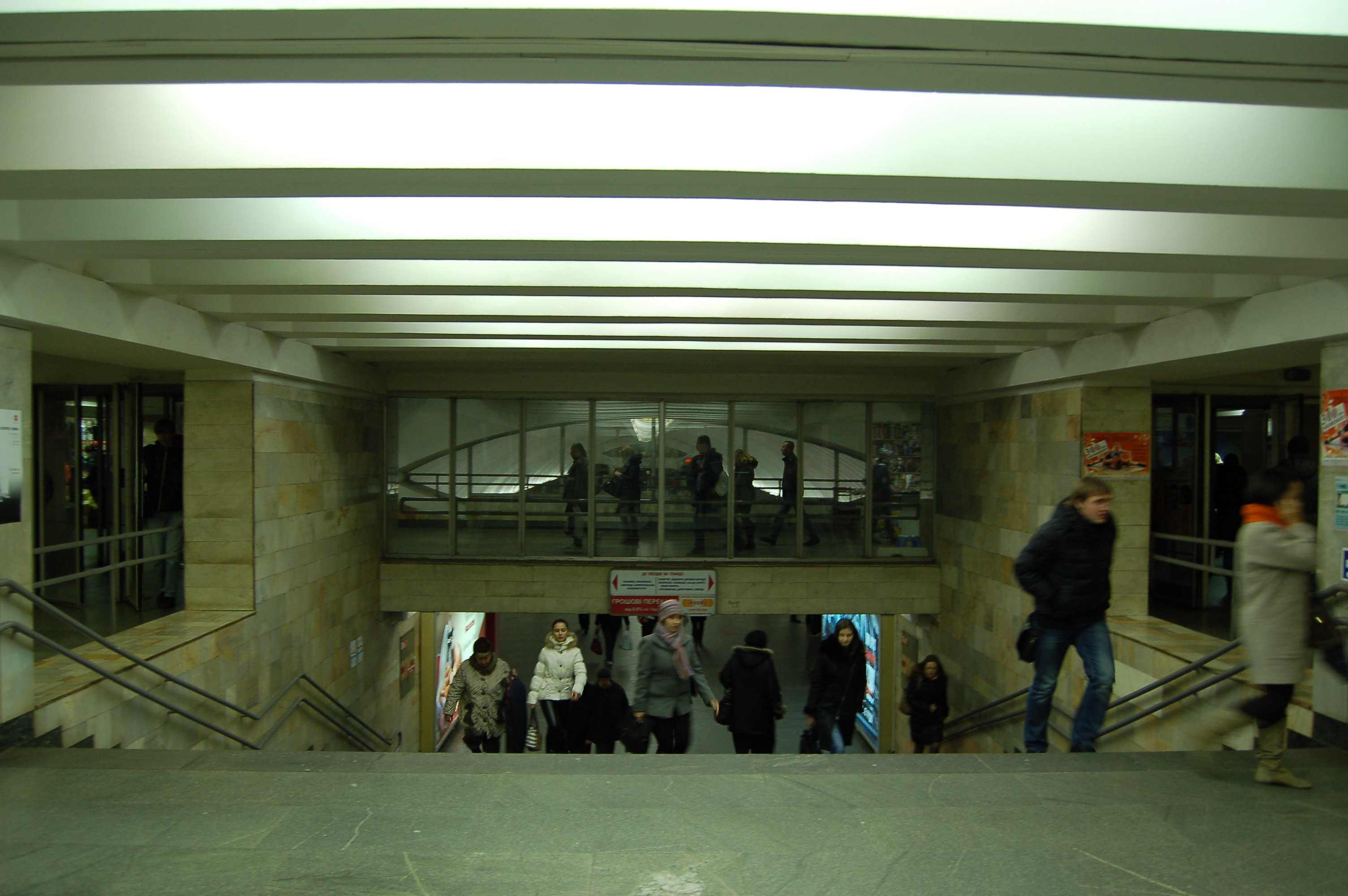
Подземный вестибюль
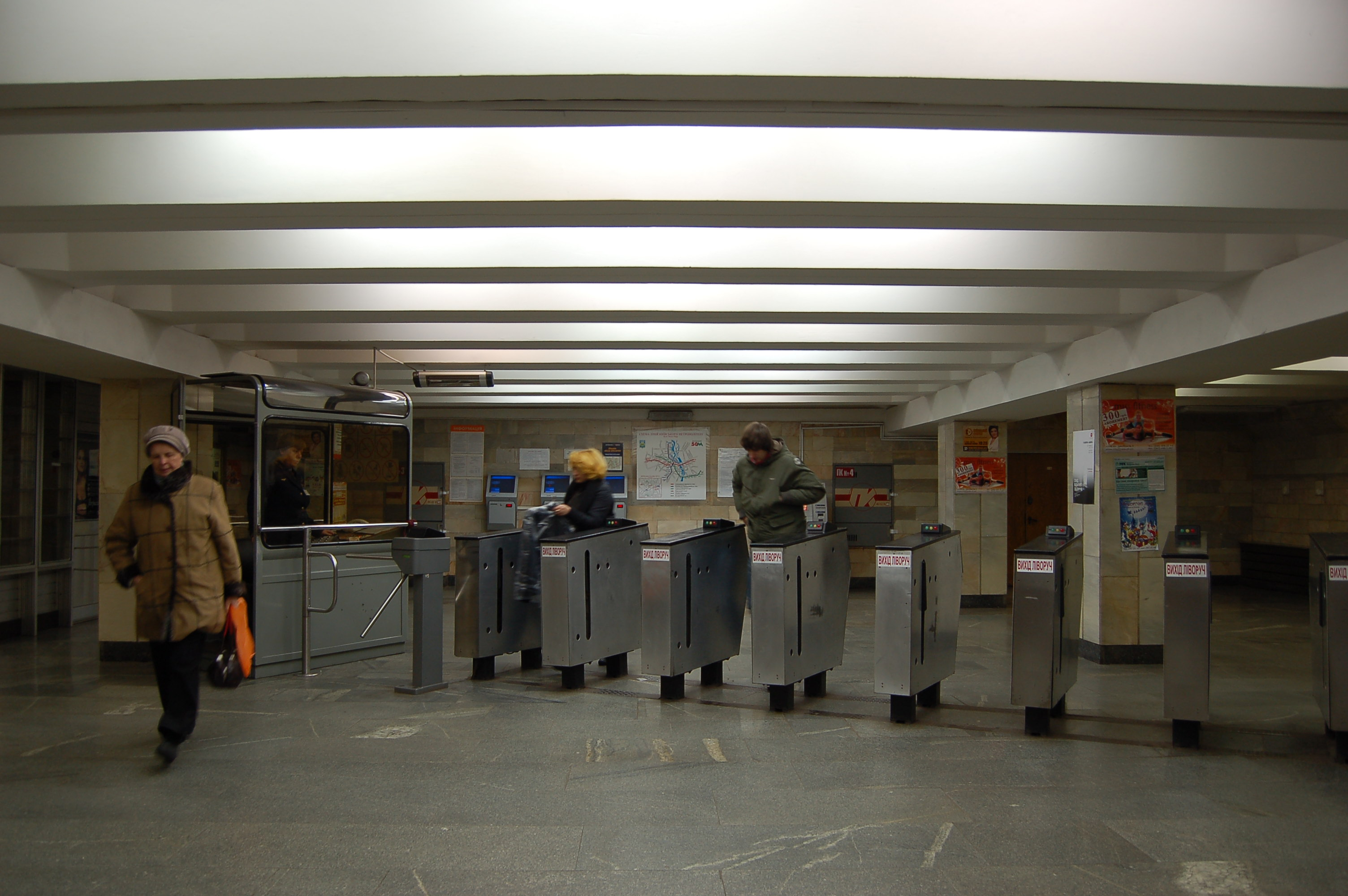
Подземный вестибюль
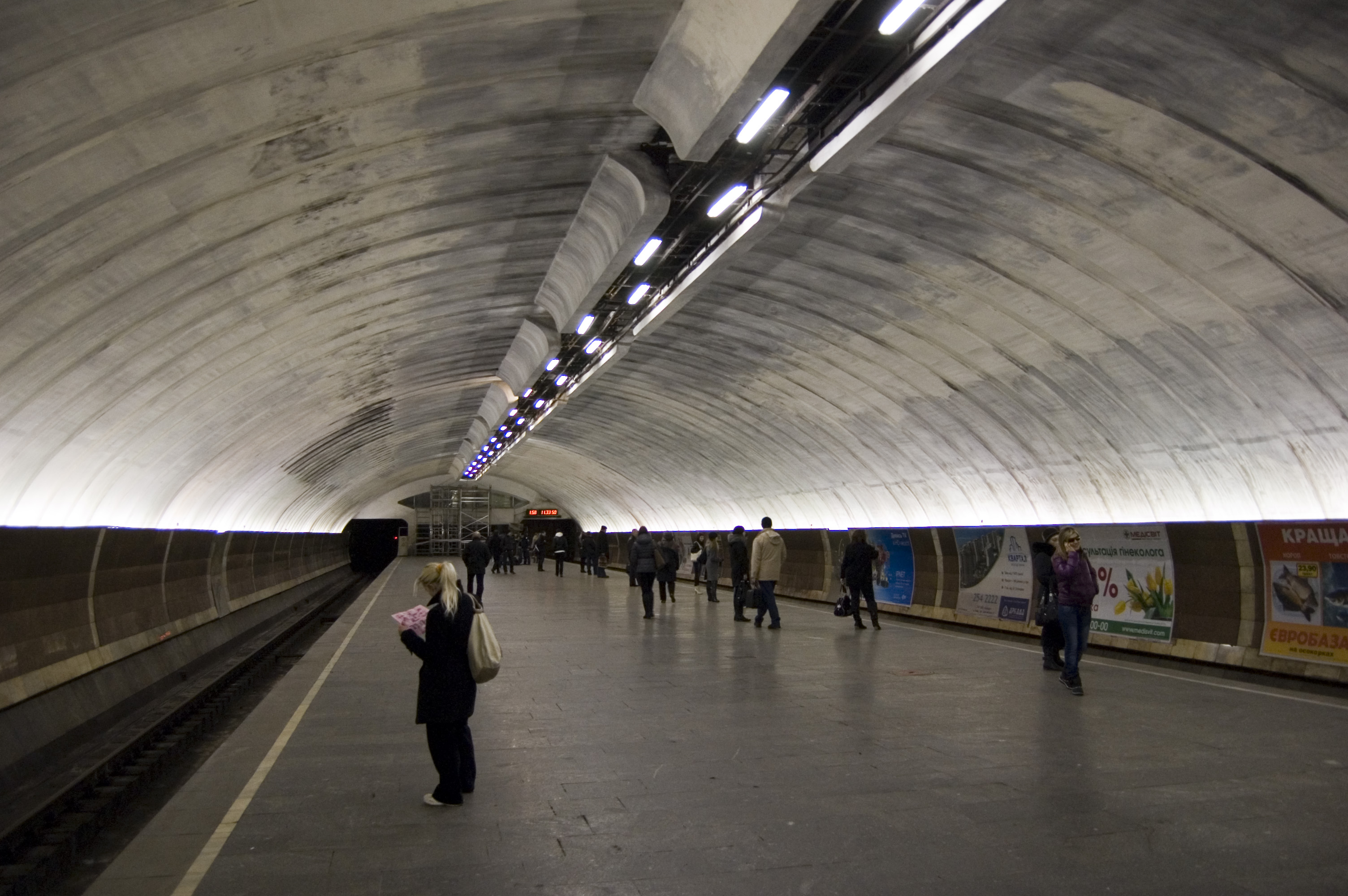
Платформа станции после пожара
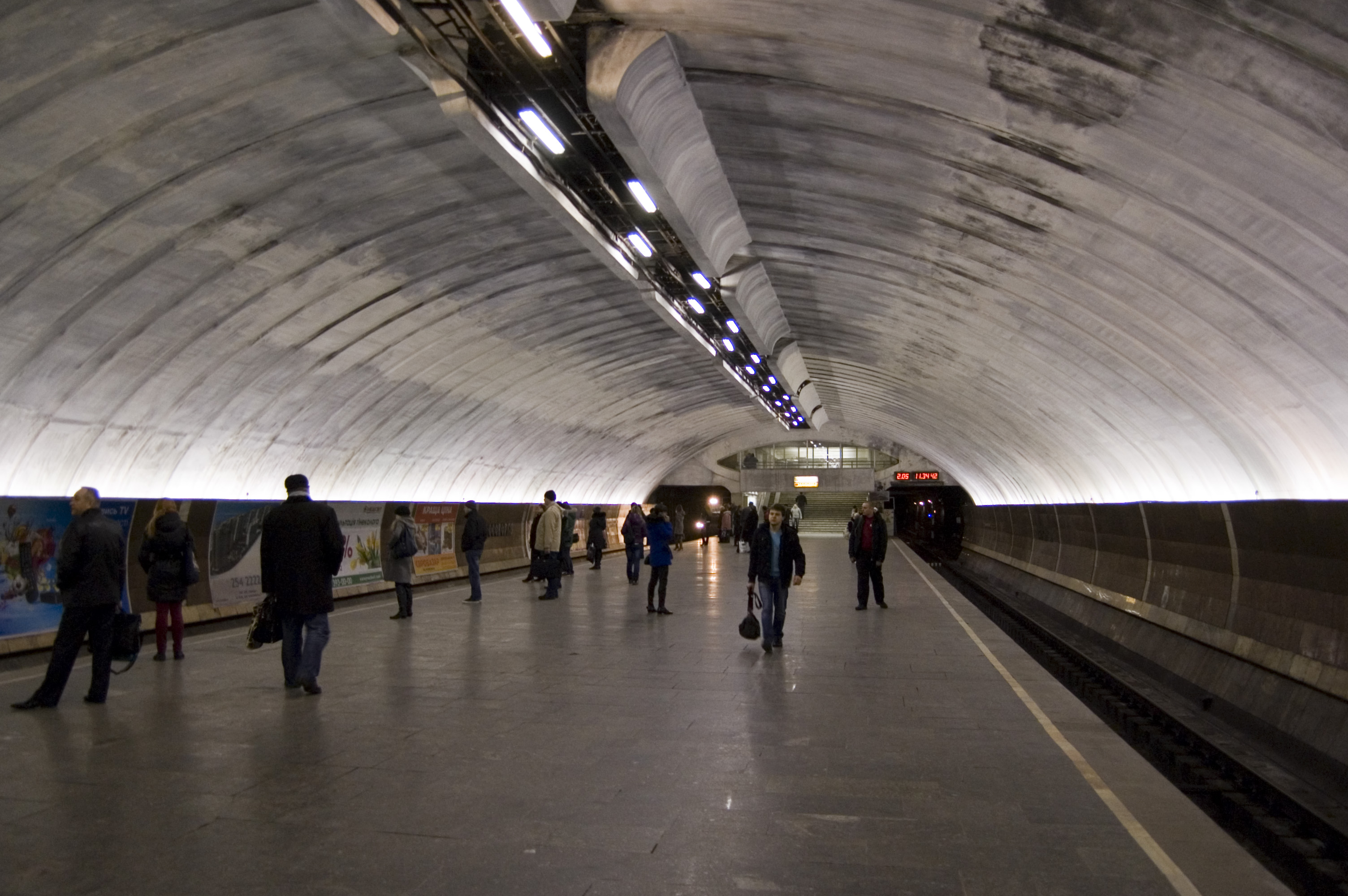
Платформа станции после пожара

## Режим работы
Открытие — 05:35, закрытие — 00:06
Отправление первого поезда в направлении:

ст. «Красный хутор» — 06:07

ст. «Сырец» — 05:42
Отправление последнего поезда в направлении:

ст. «Красный хутор» — 00:33 

ст. «Сырец» — 00:12
Расписание движения в вечернее время суток (после 22:00) в направлении:

ст. «Красный хутор» — 22:35, 22:49, 23:05, 23:22, 23:39, 23:56, 0:12, 0:26, 0:31

ст. «Сырец» — 22:04, 22:16, 22:28, 22:45, 23:02, 23:19, 23:35, 23:52, 0:09